# Figlie della rivoluzione americana

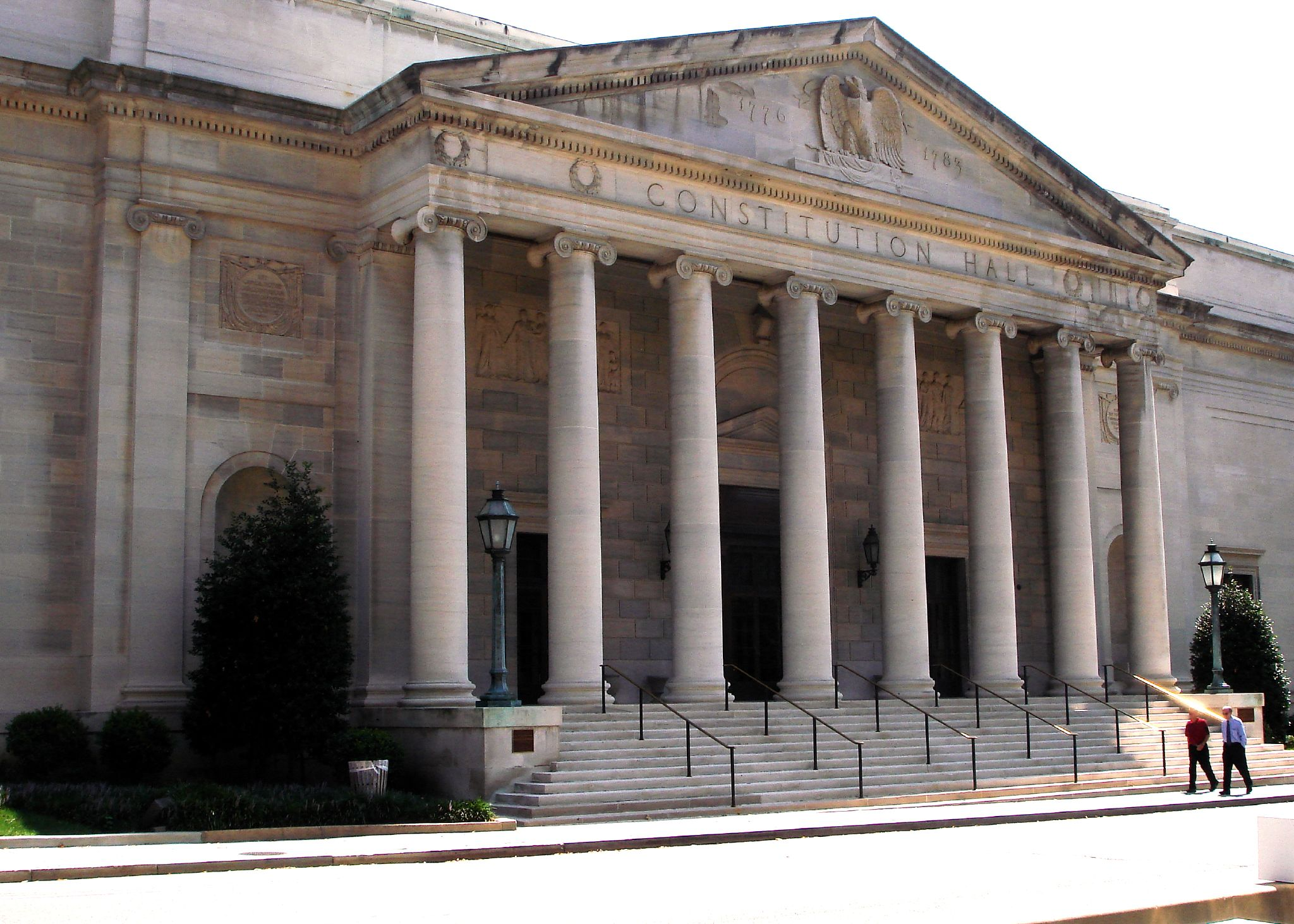
Il Memorial Continental Hall, museo delle figlie della rivoluzione americana.

Le figlie della rivoluzione americana (in inglese Daughters of the American Revolution, spesso abbreviato in DAR) è una organizzazione femminile, che si basa sulla linea genealogica per l'accoglimento dei propri membri. L'organizzazione si dedica ad attività che promuovano l'educazione, il patriottismo e la preservazione della storia. I membri del DAR quindi sono spesso coinvolti in raccolte fondi per borse di studio o premi. Sedi del DAR sono presenti in tutti gli stati degli Stati Uniti, oltre che in Australia, Austria, Bahamas, Bermuda, Canada, Francia, Germania, Italia, Giappone, Messico, Regno Unito e Spagna. Motto del DAR è "Dio, la casa ed il paese" (in inglese "God, Home, and Country"). Le prime sedi del DAR sono state istituite l'11 ottobre 1890, mentre l'organizzazione è stata formalizzata a livello nazionale nel 1896.
Fra i membri illustri del DAR si possono citare Susan B. Anthony, Clara Barton, Lillian Gish, Ginger Rogers, Caroline Scott Harrison, Laura Bush, Rosalynn Carter, Elizabeth Dole, Janet Reno e Bo Derek.
Le Figlie della rivoluzione americana vengono citate anche nella serie televisiva Una mamma per amica, dato che il personaggio di Emily Gilmore ne fa parte. L'organizzazione è anche citata dal gruppo musicale statunitense The Black Crowes nel brano Goodbye Daughters of the Revolution e nello spettacolo teatrale La ménagerie de verre di Tennessee Williams.
Anche la protagonista del libro Lettere dal Vietnam di Danielle Steel, è figlia di un'appartenente del DAR.
Nel 1939 l'Organizzazione rifiutò il permesso di cantare nella propria sala concerto di Washington alla mezzosoprano Marian Anderson perché afroamericana.